# John Matthews (zapaśnik)
John Kelly Matthews (ur. 27 grudnia 1951 we Flint) – amerykański zapaśnik walczący w stylu klasycznym. Olimpijczyk z Montrealu 1976, gdzie odpadł w eliminacjach w wadze 74 kg.
Zajął czwarte miejsce na mistrzostwach świata w 1978 i odpadł w eliminacjach w 1977, 1979 i 1982. Mistrz igrzysk panamerykańskich w 1979. Trzeci w Pucharze Świata w 1980 roku.
Zawodnik Central Michigan University.